# Alice Ladas
Alice Kahn Ladas, née Alice Rosalie Kahn le 30 mai 1921 à New York et morte le 29 juillet 2023 à Santa Fe au Nouveau-Mexique, est une scientifique américaine, coauteur notamment de The G-Spot and other discoveries about human sexuality (1981), ouvrage ayant fait découvrir la notion de Point G au grand-public.